# Apart uitbreekkogeltje
Het apart uitbreekkogeltje (Diaporthe seposita) is een schimmel behorend tot de familie Diaporthaceae. Het komt voor op dode twijgen van loofbomen.

## Verspreiding
In Nederland komt het uiterst zeldzaam voor.